# Marcian Hoff
Marcian Edward "Ted" Hoff (Rochester, Estat de Nova York, 28 d'octubre de 1937), és un informàtic estatunidenc, que va ser co-inventor del microprocessador el 1969. Va entrar a Intel el 1968.
La idea que va tenir aquest jove enginyer electrònic va ser molt brillant, i va canviar el paradigma que fins llavors es tenia sobre el desenvolupament dels circuits electrònics. Ted havia estat assignat a un projecte per produir un connector de 12 microxips destinats a fabricar una nova calculadora electrònica que volia llançar al mercat la companyia japonesa Busicom. Cadascun dels xips que requeria l'esmentada màquina havia de tenir una funció diferent. Aquest era el tipus d'arquitectura de disseny que es feia servir habitualment per a aquest tipus d'aparells electrònics: un xip efectuaria els càlculs; un altre xip controlaria el teclat; un altre xip mostraria els dígits a la pantalla. Es tractava d'una tasca molt complexa i delicada: alguns dels xips contenien més de 5.000 transistors i tots ells havien d'encaixar amb absoluta precisió dins del dispositiu de la calculadora.
Quan Hoff va valorar la feina que s'havia de dur a terme, va témer que el cost total de l'esmentat connector per als xips que es necessitaven excedís al pressupost previst per Busicom. De manera que Ted es va apartar del pla original del client i va adoptar un criteri de disseny completament diferent: en comptes de tractar d'incorporar a la calculadora una dotzena de xips especialitzats, va decidir crear un sol xip que tingués diferents funcionalitats. En realitat aquest nou dispositiu va ser una unitat de processament central però podia realitzar funcions diferents, pels requeriments necessaris per a l'aparell on hagués de ser instal·lat.
Dos anys més tard, la idea de Ted Hoff va donar els seus fruits quan Federico Faggin va dirigir el projecte MCS-4, des d'abril de 1970 fins a juny de 1971. Hi va aportar el seu disseny innovador que va fer possible la integració del 4004 en un únic xip. Intel va donar a conèixer el seu semiconductor 4004, que va ser el primer microprocessador del món, el 1971.